# Toponimia comunei Hudești

Harta toponimică, topografică, a siturilor arheologice și a rețelei hidrografice a comunei Hudești.

Acest articol dezvoltă o secțiune Toponimia comunei Hudești a articolului principal, Comuna Hudești, Botoșani.